# Liste griechischer Phrasen/Iota

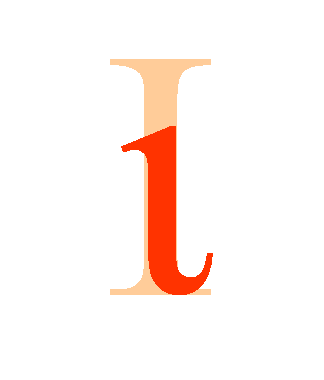
Iota

## Ἰατρέ, θεράπευσον σεαυτόν·
Ἰατρέ, θεράπευσον σεαυτόν·
Iatre therapeuson seauton;
„Arzt, heil dich selbst!“
Aufforderung aus dem Evangelium nach Lukas, wo von Jesu Lehrtätigkeit berichtet wird:

„20 Und als er das Buch zutat, gab er’s dem Diener und setzte sich. Und aller Augen in der Synagoge sahen auf ihn. 21 Und er fing an, zu ihnen zu reden: Heute ist dieses Wort der Schrift erfüllt vor euren Ohren. 22 Und sie gaben alle Zeugnis von ihm und wunderten sich über die Worte der Gnade, die aus seinem Munde kamen, und sprachen: Ist das nicht Josefs Sohn? 23 Und er sprach zu ihnen: Ihr werdet mir freilich dies Sprichwort sagen: Arzt, hilf dir selber! Denn wie große Dinge haben wir gehört, die in Kapernaum geschehen sind! Tu so auch hier in deiner Vaterstadt! 24 Er sprach aber: Wahrlich, ich sage euch: Kein Prophet ist willkommen in seinem Vaterland.“

Der Evangelist Lukas war selbst Arzt von Beruf und gilt als der Schutzpatron der Ärzte (sowie der Maler).

## ἰδιώτης
ἰδιώτης
idiōtēs
„Privatperson“
Ein idiōtēs war in der Antike ein Mensch, der Privates nicht von Öffentlichem trennte, wie Handwerker und Händler oder jemand, dem das Politische untersagt war, wie Frauen und Sklaven.
Später wurde der Begriff auf Laien oder Personen mit einem geringen Bildungsgrad angewandt. Erst in der Neuzeit wandelte sich der Begriff „Idiot“ zu einem Schimpfwort.
Ein Idiotikon ist ein Wörterbuch, das mundartliche, dialektale, soziolektale oder fachsprachliche Ausdrücke erläutert.

## Ἰδοὺ ὁ ἄνθρωπος
Ἰδοὺ ὁ ἄνθρωπος
Idou ho anthrōpos.
„Sieh den Menschen!“

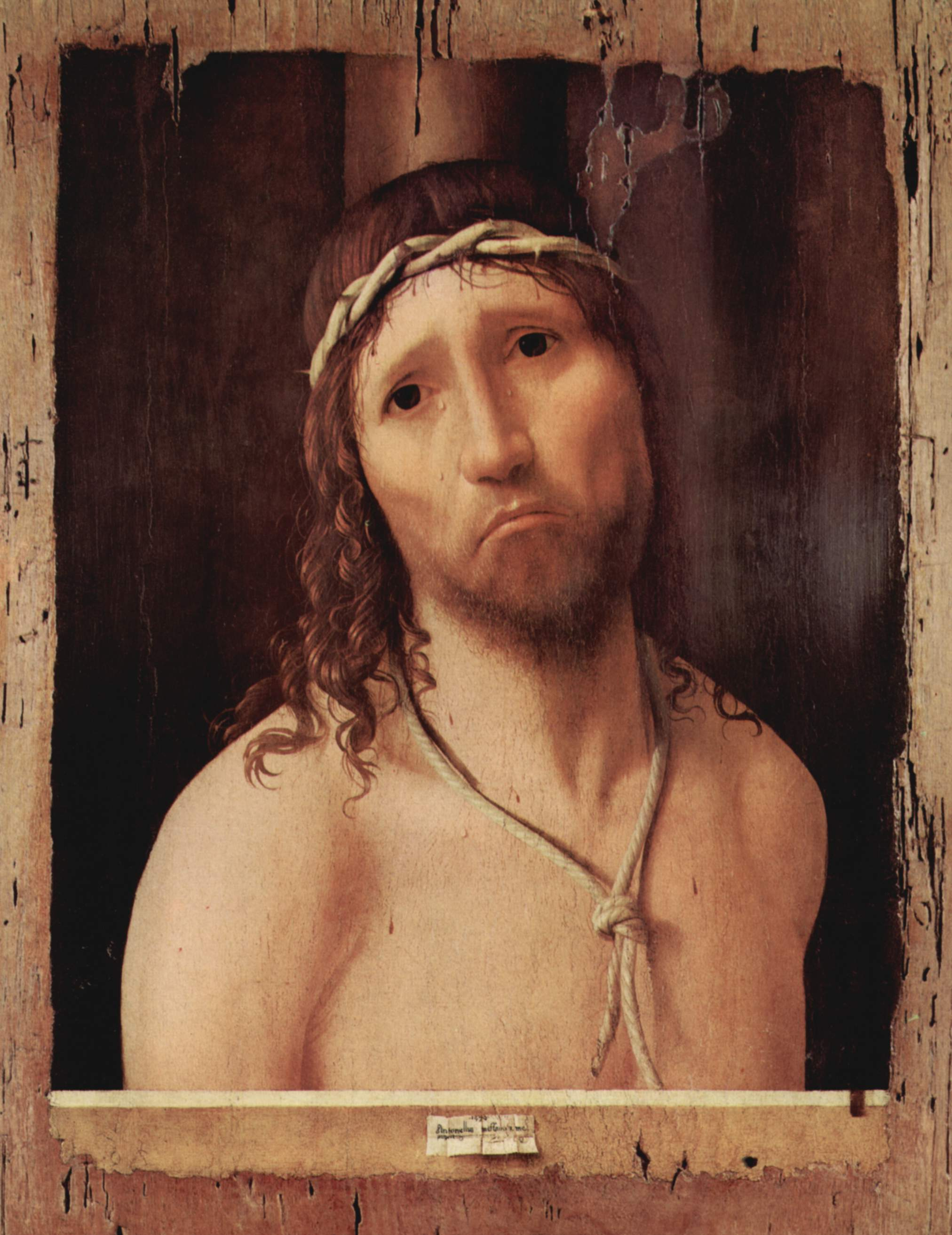
Antonello da Messina: Ecce homo, um 1473

„Seht, welch ein Mensch!“, lateinisch Ecce homo, waren die Worte, mit denen nach der Schilderung des Johannesevangeliums der römische Statthalter Pontius Pilatus der Bevölkerung von Jerusalem den gefolterten und mit einer Dornenkrone gekrönten Gefangenen Jesus von Nazaret übergab, weil er keinen Grund für dessen Verurteilung sah:

«1 Τότε οὖν ἔλαβεν ὁ Πιλᾶτος τὸν Ἰησοῦν καὶ ἐμαστίγωσεν. 2 καὶ οἱ στρατιῶται πλέξαντες στέφανον ἐξ ἀκανθῶν ἐπέθηκαν αὐτοῦ τῇ κεφαλῇ καὶ ἱμάτιον πορφυροῦν περιέβαλον αὐτὸν 3 καὶ ἤρχοντο πρὸς αὐτὸν καὶ ἔλεγον· χαῖρε ὁ βασιλεὺς τῶν Ἰουδαίων· καὶ ἐδίδοσαν αὐτῷ ῥαπίσματα. 4 Καὶ ἐξῆλθεν πάλιν ἔξω ὁ Πιλᾶτος καὶ λέγει αὐτοῖς· ἴδε ἄγω ὑμῖν αὐτὸν ἔξω, ἵνα γνῶτε ὅτι οὐδεμίαν αἰτίαν εὑρίσκω ἐν αὐτῷ. 5 ἐξῆλθεν οὖν ὁ Ἰησοῦς ἔξω, φορῶν τὸν ἀκάνθινον στέφανον καὶ τὸ πορφυροῦν ἱμάτιον. καὶ λέγει αὐτοῖς· ἰδοὺ ὁ ἄνθρωπος.»

„1 Da nahm Pilatus Jesus und ließ ihn geißeln. 2 Und die Soldaten flochten eine Krone aus Dornen und setzten sie auf sein Haupt und legten ihm ein Purpurgewand an 3 und traten zu ihm und sprachen: Sei gegrüßt, König der Juden!, und schlugen ihm ins Gesicht. 4 Und Pilatus ging wieder hinaus und sprach zu ihnen: Seht, ich führe ihn heraus zu euch, damit ihr erkennt, dass ich keine Schuld an ihm finde. 5 Da kam Jesus heraus und trug die Dornenkrone und das Purpurgewand. Und Pilatus spricht zu ihnen: Sehet, welch ein Mensch!“

Das Motiv des leidenden Jesus, der den Betrachter oft anzuschauen scheint und somit eine Identifikation mit dem Passionsgeschehen ermöglicht, kam im späten Mittelalter auf.

## Ἰδοῦ Ῥόδος, καὶ ἀποπήδησον.

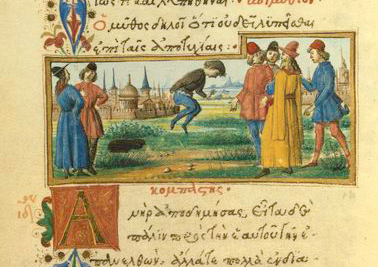
Illustration von Äsops Fabel Der prahlerische Fünfkämpfer im griechischsprachigen Medici-Äsop, um 1480

Ἰδοῦ Ῥόδος, καὶ ἀποπήδησον.
Idou Rhodos kai apopēdēson.
„Siehe Rhodos, also spring!“
Eine weitere Fassung lautet:
Αὐτοῦ γὰρ καὶ Ῥόδος καὶ πήδημα.
Autou gar kai Rhodos kai pēdēma.
„Hier ist Rhodos und der Sprung!“
„Hic Rhodus, hic salta.“
Aus den Fabeln des Äsop (33,1-3): Aufforderung an einen Fünfkämpfer, der damit prahlte, wie weit er auf Rhodos gesprungen sei. Als seine Gesprächspartner genug von seiner Prahlerei hatten, forderten sie ihn auf, das Geleistete hier und jetzt zu wiederholen. Die Bedeutung ist „Beweise durch Taten, was du vorgibst zu können.“
Neugriechisch heißt es: „Ιδού η Ρόδος, ηδού και το πήδημα.“ („Idoú i Ródos, idoú ke to pídima.“)

## ἱερὰ νόσος
ἱερὰ νόσος
hiera nosos
„heilige Krankheit“
Lateinisch: morbus sacer
Antike Bezeichnungen für die Epilepsie, wie sie sich bei Heraklit und Herodot finden, was wohl das Ungewöhnliche dieser Erkrankung charakterisieren sollte, für die man keine Erklärung finden konnte. Eine weitere Erklärung für diese Namensgebung kann sein, dass das Gehirn als Ursprungsort des Leidens als heilig betrachtet wurde.
Der Name Epilepsie (ἐπίληψις epilēpsis) bedeutet „Anfall“ und wurde von den antiken Medizinschriftstellern vor allem zur Bezeichnung eines von Zeit zu Zeit auftretenden Anfalls verwendet.
Der antike Arzt Hippokrates von Kos überschreibt seine Abhandlung über die Epilepsie mit dem vermutlich polemisch gemeinten Titel Über die heilige Krankheit. In dieser Abhandlung wendet er sich dagegen, die Epilepsie als heiliger als andere Krankheiten anzusehen. Erstmals wird das Gehirn als Ursprungsort lokalisiert und eine naturalistische Sicht tritt an die Stelle der früheren religiösen Betrachtung. Trotzdem hat sich der Begriff heilige Krankheit über die Jahrhunderte gehalten. Sicher hat das Geheimnisvolle, das die Krankheit im Mittelalter umgab, wesentlich dazu beigetragen.
Der Name Herakles-Krankheit für die Epilepsie ist ebenfalls seit mehr als 2000 Jahren belegt. Als Hintergrund für diese Bezeichnung gilt, dass der Halbgott Herakles angeblich an Epilepsie gelitten habe und im Wahn seine Frau Megara und seine drei Söhne erschlagen habe.
Ἡρακλεία νόσος
Hērakleia nosos
Lateinisch: morbus Herculeus
Beschrieben wird dies in einer Szene aus dem Drama Der Wahnsinn des Herakles des Dichters Euripides:
Iris: Doch nun er ausrang, was Eurystheus ihm gebot,

Will Hera, daß er neuen Mord verübe, denn

Er soll die Söhne morden, und ich will’s mit ihr.

[…]

Er lerne, welchen schweren Zorn ihm Hera zürnt,

Und meinen auch erkenne! Denn die Götter sind

Ein Nichts, und groß die Menschen, büßt Herakles nicht.
Beim Entsühnungsritual für die Tötung des Lykos wird Herakles von Lyssa, dem Wahnsinn, befallen und ermordet – im Glauben, bei Eurystheus zu sein und sich an diesem rächen zu können – seine eigene Familie. Erst als er sich gegen Amphitryon wendet, erscheint die Göttin Athene und wirft ihm  einen Stein an die Brust, woraufhin er in tiefen Schlaf fällt.
Andere lateinische Bezeichnungen für diese Krankheit sind zum Teil sehr aufschlussreich:
- morbus divinus („göttliche Krankheit“)
- morbus detestabilis („verwünschenswerte Krankheit“)
- morbus scelestus („verruchte Krankheit“)
- morbus foedus („garstige Krankheit“)
- morbus insputatus („eine Krankheit, vor der ausgespuckt wird“)
- morbus mensalis („Tischkrankheit“ – Folge von zu vielem Essen)
- morbus lunaticus („Mondkrankheit“)
- morbus comitialis („Volksversammlungskrankheit“)
- divinatio („Weissagungskraft“)

## ἱερὸς γάμος
ἱερὸς γάμος
hieros gamos
„heilige Hochzeit“

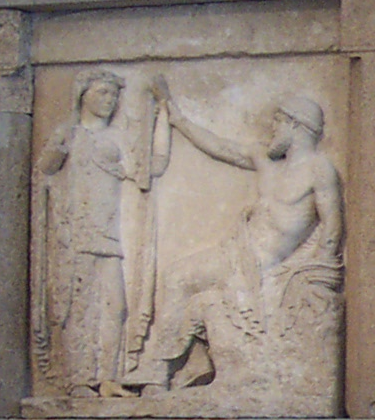
Hierogamie von Zeus und Hera

Bei der Hierogamie (ἱερογαμία hierogamía) handelt es sich um einen religiösen Ritus, der von zentraler Bedeutung in den Religionen der bronzezeitlichen Kulturen des Orients und Europas war. Dabei bildet die ursprünglich mythologische geschlechtliche Vereinigung eines göttlichen Paares den Hintergrund. Sie wird in der religiösen Sphäre stellvertretend durch die als Gottvertreter auf Erden angesehenen Herrscher und eine Priesterin nachvollzogen.
Heilige Jungfrauen waren die Vestalinnen und die Priesterinnen der Aphrodite. Neben diesem Jungfrauenideal wurde aber eventuell auch die Tempelprostitution ausgeübt.
Die heilige Ehe zwischen Zeus und Hera ist eine Ehe zwischen Geschwistern.

## ΙΗΣ
ΙΗΣ
IES
„Jes(us)“

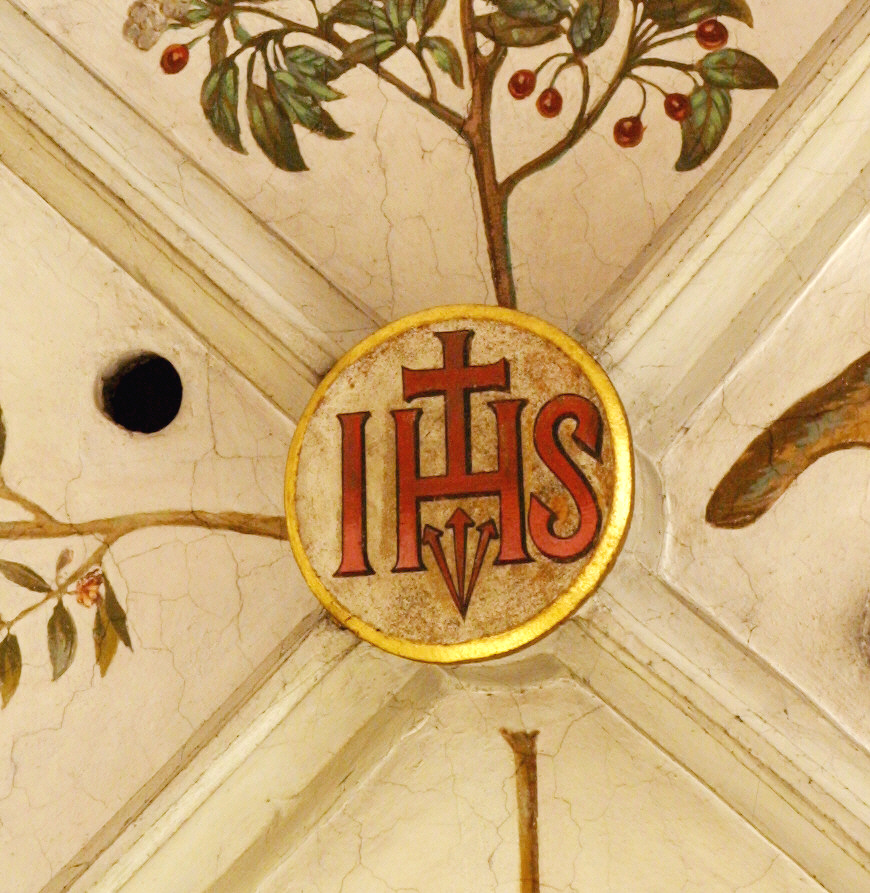
Christusmonogramm IHS in der Bamberger Michaelskirche

Das Christusmonogramm IHS leitet sich von der Transliteration der ersten drei Buchstaben des griechischen Namen Jesu, Iota–Eta–Sigma ab.
Bis circa 1450 wurden in Bibeln und Urkunden die Namen Jesus und Christus und andere „Nomina sacra“ praktisch nie ausgeschrieben. Verwendet wird diese Kurzform im Spätmittelalter. Der Bußprediger Bernhardin von Siena (1380–1444) predigte nicht nur über den Namen Jesu, sondern verwendete eine sogenannte Namen-Jesu-Tafel zur Predigt. Papst Martin V. verbot zunächst die Praxis der Namen-Jesu-Tafel, nachdem Gerüchte kursierten, Bernhardin verwende ein Amulett. Im Jahre 1425 musste sich Bernhardin vor dem Papst verantworten. Es gelang ihm, sich vor dem Papst und 62 Theologen zu verteidigen. Der Papst erlaubte hernach die Namen-Jesu-Verehrung sowie die Namen-Jesu-Tafel. Die populärste Verwendung des Christusmonogramms erfolgte durch die Gesellschaft Jesu. Das Monogramm findet sich auch häufig als Ornament an Kirchen oder auf der liturgischen Kleidung in der römisch-katholischen Kirche.
Eine volkstümliche Deutung für IHS ist im Deutschen „Jesus, Heiland, Seligmacher“.
Verbreitet ist auch die lateinische Lesart „Iesus Hominum Salvator“ („Jesus, Erlöser der Menschen“).
Siehe auch: ΧΡ („Chi-Rho“).

## Ἰησοῦς ὁ Ναζωραῖος ὁ Βασιλεὺς τῶν Ἰουδαίων

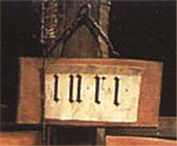
INRI vom Isenheimer Altar

Ἰησοῦς ὁ Ναζωραῖος ὁ Βασιλεὺς τῶν Ἰουδαίων
Iēsous ho Nazōraios ho Basileus tōn Ioudaiōn.
„Jesus von Nazareth, der König der Juden“
Kreuzesinschrift über dem Haupt Jesu, die der römische Statthalter Pontius Pilatus gegen den Willen der jüdischen Schriftgelehrten anbringen ließ, die sich daran störten, dass Jesus darauf als „König der Juden“ bezeichnet wurde:

«19 ἔγραψεν δὲ καὶ τίτλον ὁ Πιλᾶτος καὶ ἔθηκεν ἐπὶ τοῦ σταυροῦ· ἦν δὲ γεγραμμένον· Ἰησοῦς ὁ Ναζωραῖος ὁ βασιλεὺς τῶν Ἰουδαίων. 20 τοῦτον οὖν τὸν τίτλον πολλοὶ ἀνέγνωσαν τῶν Ἰουδαίων, ὅτι ἐγγὺς ἦν ὁ τόπος τῆς πόλεως ὅπου ἐσταυρώθη ὁ Ἰησοῦς· καὶ ἦν γεγραμμένον Ἑβραϊστί, Ῥωμαϊστί, Ἑλληνιστί.»

„19 Pilatus aber schrieb eine Aufschrift und setzte sie auf das Kreuz; und es war geschrieben: Jesus von Nazareth, der Juden König. 20 Diese Aufschrift lasen viele Juden, denn die Stätte, wo Jesus gekreuzigt wurde, war nahe bei der Stadt. Und es war geschrieben in hebräischer, lateinischer und griechischer Sprache.“

Maßgeblich für die Tradition des Christentums wurde die spätere in Latein übersetzte Textfassung: „Iesus Nazarenus Rex Iudæorum“, deren Abkürzung INRI auf vielen Kruzifixen zu sehen ist.
- Hebräisch: מלכא דיהוד(א)יא‎} malka dijehud(e)je
- Lateinisch: Iesus Nazarenus Rex Iudæorum
- Griechisch: Ἰησοῦς ὁ Ναζωραῖος ὁ βασιλεὺς τῶν Ἰουδαίων

König der Juden war ein Titel, in dem ein Unterton von Aufruhr mitschwang.

## Ἰησοῦς Χριστὸς Θεοῦ Υἱὸς Σωτήρ

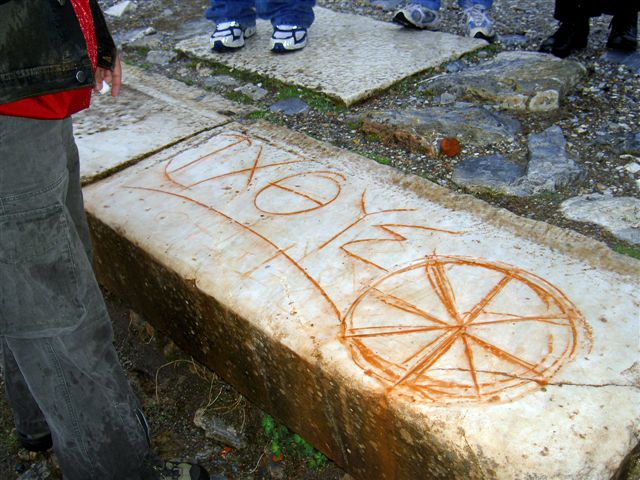
Das Akronym ΙΧΘΥΣ in Ephesus

Ἰησοῦς Χριστὸς Θεοῦ Υἱὸς Σωτήρ
Iēsous Christos Theou Hyios Sōtēr
„Jesus Christus, Gottes Sohn, Erlöser“.
Das Akronym ΙΧΘΥΣ ICHThYS mit der Bedeutung „Fisch“ war einer mündlich tradierten Version zufolge ein unauffälliges christliches Erkennungszeichen der Urchristen. Das griechische Wort für Fisch ἰχθύς [ikʰtʰýs] (ichthýs) enthält ein kurzgefasstes Glaubensbekenntnis:
ΙΗΣΟΥΣ – Iēsoûs „Jesus“

ΧΡΙΣΤΟΣ – Christós „der Gesalbte“

ΘΕΟΥ – Theoû „Gottes“

ΥΙΟΣ – Hyiós „Sohn“

ΣΩΤΗΡ – Sōtér „Retter“/„Erlöser“
Das (I·Ch·Th·Y·S-)Symbol besteht aus zwei gekrümmten Linien, die einen Fisch darstellen. Historisch nicht belegt ist die Auffassung, dass es schon von den ersten Urchristen als Erkennungszeichen benutzt wurde: Eine Person zeichnete einen Bogen in den Sand, die andere vollendete das Symbol mit dem Gegenbogen und zeigte sich damit als Christ.
Der Kirchenschriftsteller Tertullian beschreibt in seiner Lehre von der Taufe nicht nur Christus als Ichthys, sondern auch die Christen als „Fischlein“, denen nur dann wohl sei, wenn sie im (Tauf-)Wasser blieben.

## Ἰλιὰς κακῶν
Ἰλιὰς κακῶν
Ilias kakōn
„eine Ilias von Übeln“ (Unglück zuhauf)
Lateinisch: Ilias malorum
Zitat aus der Sprichwörtersammlung Adagia des Erasmus von Rotterdam.
Der Barock-Schriftsteller Peter Lauremberg erklärt den Begriff folgendermaßen:

„Das Buch Ilias hält in sich die Beschreibung des Trojanischen Krieges / und ist wol kein Unglück oder Übel / welches der Krieg kan mit sich bringen / so in diesem Iliade nicht beschrieben. Daher das Sprichwort kommen: Ilias malorum, das ist ein Hauffen Unglücks / ja alles Böses auf einen Hauffen versammlet[.]“

## ἵνα γεμισθῇ ὁ οἶκός μου.
ἵνα γεμισθῇ ὁ οἶκός μου.
Hina gemisthe ho oikos mou.
„Auf dass mein Haus voll werde.“
In Jesu Gleichnis vom großen Gastmahl beauftragt ein zorniger Gastgeber seine Diener auf die Straße zu gehen und Passanten zu seinem Fest einzuladen, weil die Geladenen – unter den verschiedensten Vorwänden – nicht gekommen sind:

«22 καὶ εἶπεν ὁ δοῦλος· κύριε, γέγονεν ὃ ἐπέταξας, καὶ ἔτι τόπος ἐστίν. 23 καὶ εἶπεν ὁ κύριος πρὸς τὸν δοῦλον· ἔξελθε εἰς τὰς ὁδοὺς καὶ φραγμοὺς καὶ ἀνάγκασον εἰσελθεῖν, ἵνα γεμισθῇ μου ὁ οἶκος·»

„22 Und der Knecht sprach: Herr, es ist geschehen, was du befohlen hast; es ist aber noch Raum da. 23 Und der Herr sprach zu dem Knecht: Geh hinaus auf die Landstraßen und an die Zäune und nötige sie hereinzukommen, dass mein Haus voll werde.“

Das lateinische Compelle intrare („Nötige [sie] hereinzukommen!“, griechisch ἀνάγκασον εἰσελθεῖν anankason eiselthein) war ein Grundsatz der Inquisition, der auf die Schriften des Kirchenlehrers Augustinus von Hippo zurückgeht. Die Befürworter der Inquisition sahen es als einen Akt christlicher Nächstenliebe, einem Abtrünnigen den rechten Weg zu zeigen, notfalls auch unter Zwang.

## Ἵνα μαθὼν αὐτὸ ἀποθάνω.
Ἵνα μαθὼν αὐτὸ ἀποθάνω.
Hina mathōn auto apothanō.
„Damit ich es lerne und dann sterbe.“
Solon von Athen, einer der Sieben Weisen, hörte seinen Neffen ein Lied der Dichterin Sappho von Lesbos singen und war so begeistert, dass er den Jungen aufforderte, ihm das Gedicht beizubringen. Auf die Frage, warum er sich in seinem Alter diese Mühe mache, erwiderte er:

„Ich will es auswendig lernen und dann sterben.“

Das berühmteste Gedicht, das der Sappho zugeschrieben wird, beginnt mit den Worten „Δέδυκε μὲν ἀ σελάννα καὶ Πληΐαδες“ („Untergegangen sind schon der Mond und die Plejaden.“).

## Ἴομεν ἐς Σαλαμῖνα μαχησόμενοι περὶ νήσου.

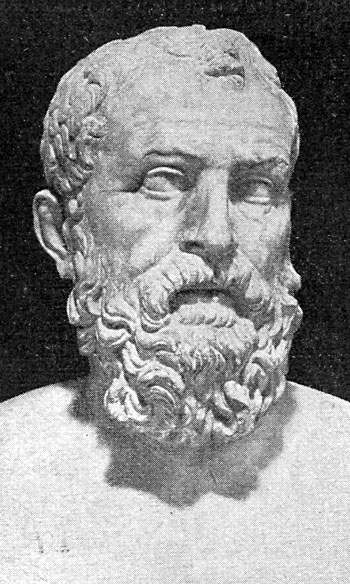
Solon

Ἴομεν ἐς Σαλαμῖνα μαχησόμενοι περὶ νήσου.
Iomen es Salamina machēsomenoi peri nēsou.
„Gehen wir nach Salamis, bereit, um die Insel zu kämpfen!“
Mit diesen Worten gelang es Solon, seine Mitbürger zur Wiederaufnahme des Kampfes um die Attika vorgelagerte strategisch wichtige Insel Salamis zu bewegen, die vom rivalisierenden Megara okkupiert worden war. Die Athener hatten von den verlustreichen Kämpfe genug und verboten es, bei Todesstrafe, noch einen Feldzug gegen Salamis zu beantragen.
In dieser Situation stürmte Solon auf den Marktplatz und trug diese Elegie vor, in der er die Athener zum Kampf aufrief:

«Ἴομεν ἐς Σαλαμῖνα μαχησόμενοι περὶ νήσου ἱμερτῆς χαλεπόν τ' αἶσχος ἀπωσόμενοι. Ἔπεισε δὲ αὐτοὺς καὶ τὴν ἐν Θρᾴκῃ χερρόνησον προσκτήσασθαι.»

„Gehen wir nach Salamis, bereit, um die Insel zu kämpfen, die liebliche, und die schwere Schande zu tilgen!“

Solon erschien hierauf in der Rolle eines Wahnsinnigen, sang vom Stein des Herolds herab die von ihm verfertigte Elegie: „Salamis“ und vermittelte dadurch die Botschaft:

„Wir holen uns Salamis zurück! Wer nicht dafür ist, ist kein Athener!“

Schließlich wurde Salamis durch Verträge mit Megara Athen wieder einverleibt.

## Ἰουδαίοις μὲν σκάνδαλον, Ἕλλησι δὲ μωρίαν

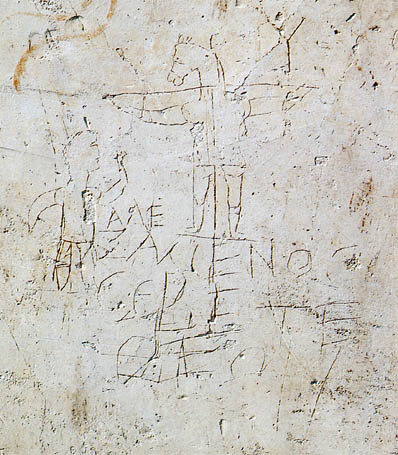
Alexamenos-Graffito

Ἰουδαίοις μὲν σκάνδαλον, Ἕλλησι δὲ μωρίαν
Ioudaiois men skandalon, Hellēsi de morian
„den Juden ein Ärgernis, den Griechen eine Torheit“
Im 1. Brief an die Korinther schreibt Paulus von Tarsus in der katholischen Lesung des Neuen Testaments:

«ἡμεῖς δὲ κηρύσσομεν Χριστὸν ἐσταυρωμένον, Ἰουδαίοις μὲν σκάνδαλον, ἔθνεσιν δὲ μωρίαν»

„wir aber predigen Christus, den Gekreuzigten, den Juden ein Ärgernis und den Heiden eine Torheit“

In orthodoxen Lesungen heißt es dagegen:

«Ἰουδαίοις μὲν σκάνδαλον, Ἕλλησι δὲ μωρίαν»

„Ioudaiois men skandalon, Hellēsi de morian“

„den Juden ein Ärgernis, den Griechen eine Torheit“

Die Juden forderten Zeichen, die Griechen suchten Weisheit. Beides bekamen sie von den Urchristen nicht, die die Botschaft vom gekreuzigten Jesus verkündeten. Wenn ein allmächtiger Gott seinem Sohn am Kreuz erniedrigen ließ, widersprach das den geläufigen Vorstellungen von Macht und Herrlichkeit Gottes. Vollends als absurd empfanden es die Zeitgenossen, wenn diese Leidensgeschichte auch noch als Heilsgeschehen bezeichnet wurde.
Bis ins 3. Jahrhundert wurde das Kreuz als Spottsymbol verwendet. Die erste christlich konnotierte Darstellung des Kreuzes, das Alexamenos-Graffito, ist ein Spottkreuz. Die um das Jahre 200 bis 250 entstandene Kritzelei zeigt einen Mann mit einem Eselskopf am Kreuz und davor eine Person mit betend erhobener Hand. Die Schrift unter dem Graffito bedeutet:
Nach damals weit verbreiteter Vorstellung verehrten die Juden einen Gott in der Gestalt eines Esels. Alexamenos war demnach ein Christ, der dafür verspottet wurde, weil er den Gott der Juden als Gekreuzigten verehrte.

## Ἱπποκράτους ὅρκος
Ἱπποκράτους ὅρκος
Hippokratous horkos
„Eid des Hippokrates“

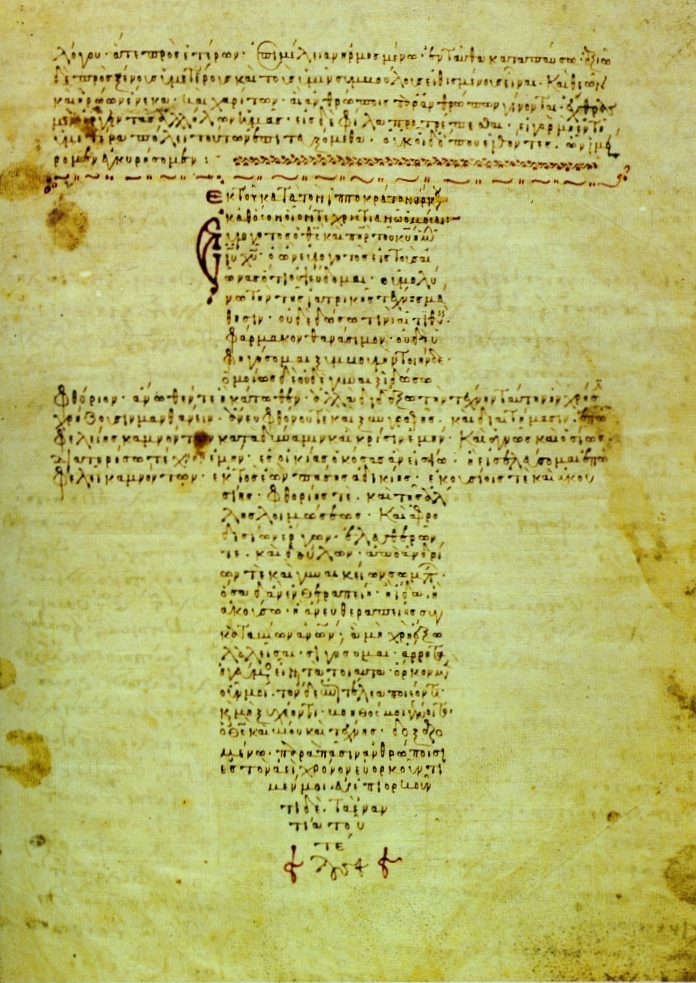
byzantinisches Manuskript mit dem Eid des Hippokrates in Kreuzesform

Der Anfang der Eidesformel lautet folgendermaßen:

«Ὄμνυμι Ἀπόλλωνα ἰητρὸν καὶ Ἀσκληπιὸν καὶ Ὑγείαν καὶ Πανάκειαν καὶ θεοὺς πάντας τε καὶ πάσας ἵστορας ποιεύμενος ἐπιτελέα ποιήσειν κατὰ δύναμιν καὶ κρίσιν ἐμὴν ὅρκον τόνδε καὶ ξυγγραφὴν τήνδε.»

„Ich schwöre, Apollon den Arzt und Asklepios, Hygeia und Panakeia sowie alle Götter und Göttinnen als Zeugen anrufend, dass ich nach Kräften und gemäß meinem Urteil diesen Eid und diesen Vertrag erfüllen werde.“

- Apollon (Ἀπόλλων) war der Gott des Lichts, der sittlichen Reinheit, der Weissagung, der Künste und der Heilkunst.
- Asklepios (Ἀσκληπιός; Äskulap), der Sohn des Apollon, war der eigentliche Gott der Heilkunst. Dargestellt wird er meist als ein bärtiger Mann, sich auf einen Stab stützend, der von einer Schlange (Natter) umschlungen wird. Dieser Asklepiosstab wurde zum Symbol der Heilkunde.
- Hygieia (Ὑγιεία; „die Gesundheit“), eine Tochter des Asklepios, galt als Schutzpatronin der Apotheker.
- Panakeia (Πανάκεια; die „Alles-Heilende“), eine Tochter des Asklepios und Schwester der Hygieia, war die Personifizierung des Heilens durch Heilpflanzen.

## Ἱππου μὲν ἀρετὴν ἐν πολέμῳ …
Ἱππου μὲν ἀρετὴν ἐν πολέμῳ, φίλου δὲ πίστιν ἐν ἀτυχίαι κρίνομεν.
Hippou men aretēn en polemō, philou de pistin en atychiai krinomen.
„Die Tüchtigkeit eines Pferdes beurteilen wir im Krieg, die Treue eines Freundes im Unglück.“
Dieses altgriechische Sprichwort steht im Zusammenhang mit dem Wort des Dichters Euripides:

„Auf einen Freund im Unglück rechne nie.“

Der Sinn ist – wie auch im Griechischen:

„In der Not erkennt man den wahren Freund.“

## Ἰσθμόν δὲ μὴ πυργούτε μήδ’ ορύσσετε.

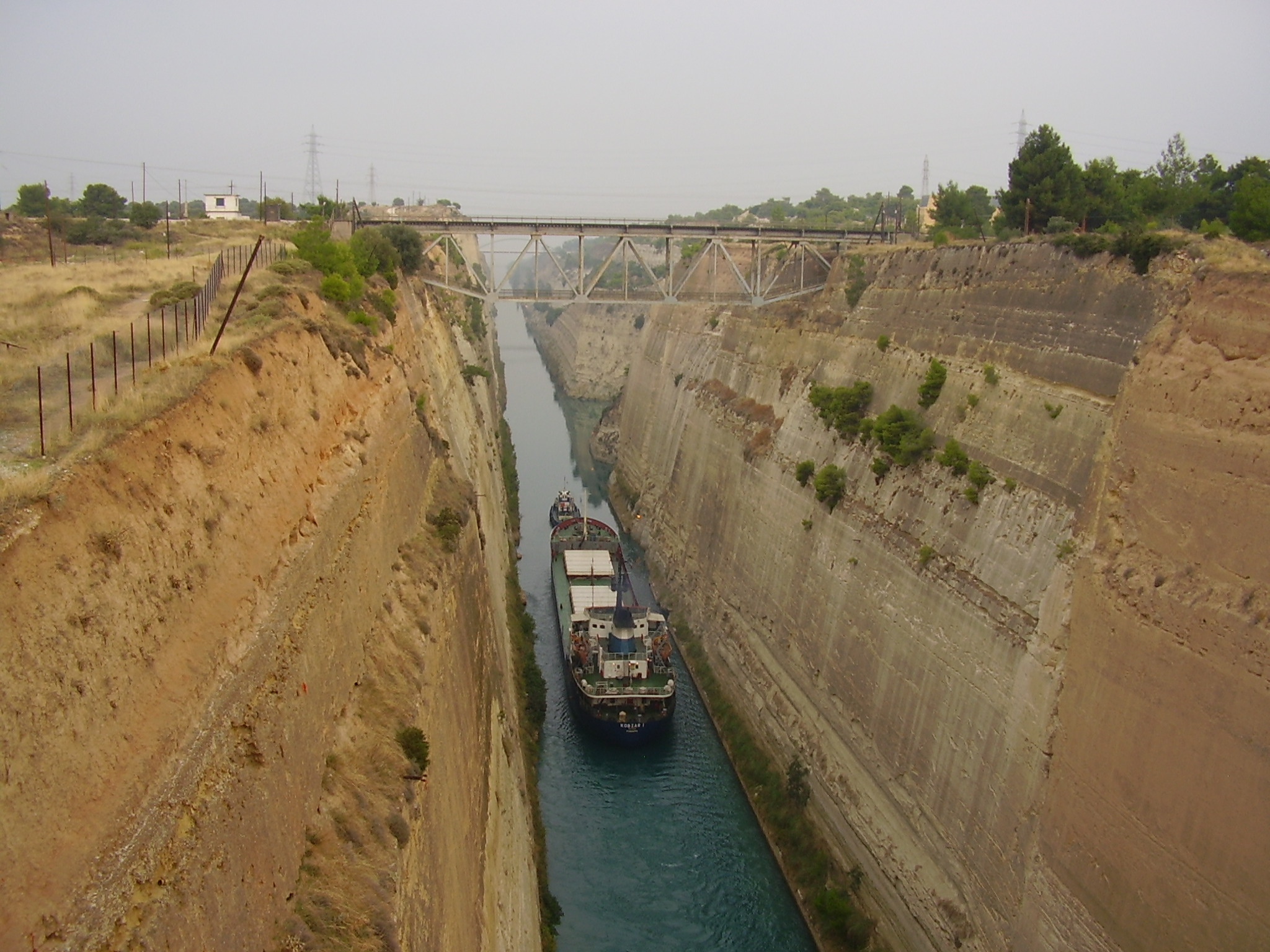
Kanal von Korinth

Ἰσθμόν δὲ μη πυργούτε μήδ’ ορύσσετε.
Isthmon de me pyrgoute med’ oryssete.
„Zieht am Isthmos weder Mauer noch Graben.“
Rat des Orakels von Delphi, am Isthmus von Korinth keinen Kanal zu bauen.
Der Humanist Erasmus von Rotterdam schreibt in seiner Sprichwörtersammlung Adagia:

„Die Redensart den Isthmus durchstechen gebraucht man von Leuten, die in irgendeiner Sache große, aber vergebliche Anstrengungen machen. Der Ausdruck bezieht sich ursprünglich auf den Isthmos von Korinth, der die Schiffe zwang, einen langen und gefahrvollen Umweg um die Halbinsel zu machen. Deshalb haben mehrere versucht, ihn an seiner engsten Stelle zu durchstechen, und zwar König Demetrius, der Diktator Caesar, Kaiser Claudius und Domitius Nero; doch brachte das Unternehmen, wie das Ende aller bewies, nie Glück […] Philostrat berichtet in der Vita Apollonii, Nero habe seinen Plan nicht etwa deshalb aufgegeben, weil ihn die Schwierigkeit der Aufgabe abschreckte, sondern weil er fürchtete, die einströmenden Fluten könnten ein böses Omen sein und den Untergang von Ägina oder einen bevorstehenden Umsturz im Römischen Reich bedeuten; derlei hatten nämlich ägyptische Hellseher prophezeit.“

Auch Herodot erzählt im ersten Buch seiner Historien, dass die Knidier die Landenge durchstechen wollten, um aus ihrem Land eine Insel zu machen; doch seien den Arbeitern Steine in die Augen gesprungen, so dass man das Orakel von Delphi um Rat gefragt habe und die folgenden Antwort erhielt:

„Ihr sollt am Isthmos Mauer nicht noch Graben ziehn, Zeus macht’ ein Eiland selbst daraus, gefiel’ es ihm.“

Eine weitere lateinische Phrase dazu ist: „Isthmum perfodere“ (den Isthmus durchstechen).
Erst Ende des 19. Jahrhunderts wurde an der schmalsten Stelle (circa 6,4 Kilometer) der Kanal von Korinth gebaut.

## Ἴσον τοι κυάμους τε φαγεῖν κεφαλάς τε τοκήων.

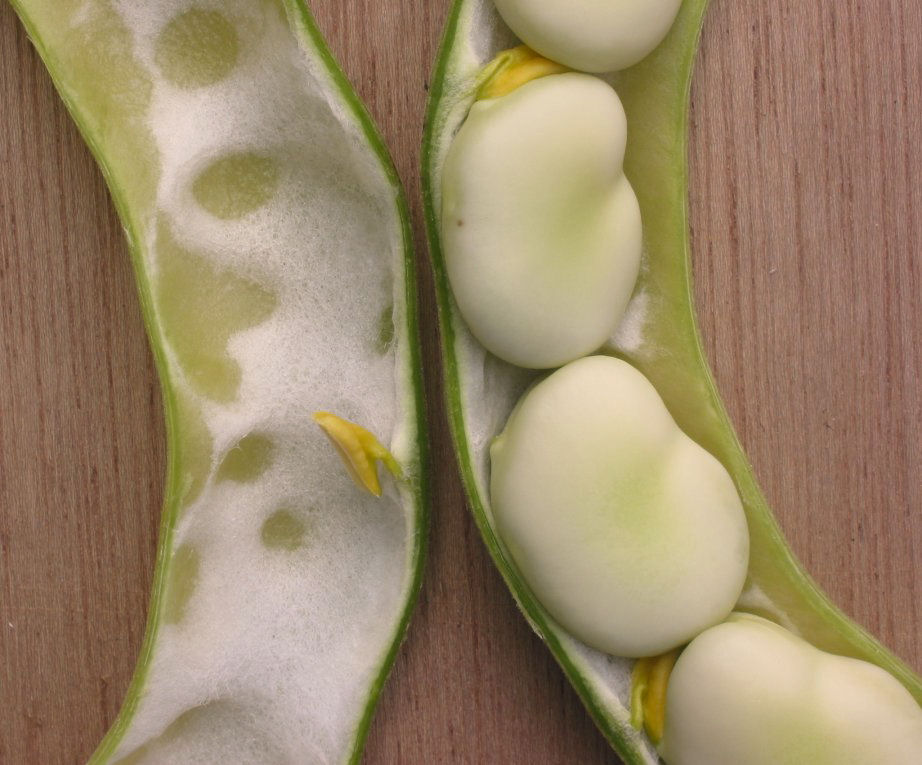
Ackerbohnen

Ἴσον τοι κυάμους τε φαγεῖν κεφαλάς τε τοκήων.
Ison toi kyamous te phagein kephalas te tokēōn.
„Es ist genau das Gleiche, Bohnen zu essen und die Köpfe der Eltern.“
Begründung des Bohnen-Tabus der Pythagoreer, wie es Ioannes Lydos zitiert. Der Grund des Bohnenverbots war schon in der Antike unbekannt. Gelegentlich wurde ein gesundheitlicher Grund angedeutet, aber meist ging man davon aus, dass es ein religiöses Tabu war. Es wurde sogar angenommen, das Verbot sei so umfassend gewesen, dass es auch bloße Berührung einer Bohnenpflanze absolut untersagte. Daher entstanden Legenden, wonach der vor Verfolgern fliehende Pythagoras eher den Tod in Kauf nahmen, als ein Bohnenfeld zu durchqueren. Die Ägypter aßen keine Bohnen und ihre Priester durften sie nicht einmal sehen.
Es wird angenommen, dass das Bohnenverbot auf Pythagoras selbst zurückzuführen ist. Ob das Motiv dafür ausschließlich mythisch-religiös oder auch diätetisch war, ist bis heute nicht geklärt. Ein Zusammenhang mit dem Favismus, einer erblichen Enzymkrankheit, bei welcher der Genuss von Ackerbohnen gesundheitsgefährlich ist, ist spekulativ. Als Begründung galt, dass eine in ein Grab gelegte und 40 Tage lang mit Dung bedeckte Bohne menschliche Gestalt annehme.
Zu den anderen Verboten des Pythagoras gehörte es, einen Schritt über die Stange zu machen, Umgefallenes aufzuheben oder einen weißen Hahn anzufassen.

## Ισχύς μου η Αγάπη του Λαού.

Wappen des Königreichs Griechenland 1863–1936

Ισχύς μου η Αγάπη του Λαού.
Ischys mou i Agapi tou Laou.
„Meine Kraft ist die Liebe des Volkes.“
Dies war die Wappendevise des Königreichs Griechenland (Βασίλειον της Ελλάδος Vasilion tis Ellados) unter der Herrschaft der Familie Schleswig-Holstein-Sonderburg-Glücksburg, die 1863 auf den dänischen und zeitgleich auf den griechischen Thron kamen. Sie lösten damit die Wittelsbacher als Könige von Griechenland ab.
Georg I. war der zweite Sohn von Christian IX. von Dänemark und wurde am 30. März 1863 zum König von Griechenland gewählt. Er folgte dem Wittelsbacher–König Otto I., dessen Herrschaft 1862 durch einen Aufstand beendet wurde.
Nach dem Fall Ottos wurde ein neues Wappen geschaffen, das dem Wappen der dänischen Königsfamilie ähnelte. In der Mitte des Wappens befindet sich ein Schild mit dem griechischen weißen Kreuz auf blauem Hintergrund. In der Mitte des Kreuzes liegt ein Schild mit dem Wappen der Familie Schleswig-Holstein-Sonderburg-Glücksburg. Darüber befindet sich eine Königskrone. Gestützt wird das Wappen durch Herakles-Figuren. Das blaue Schriftband unten trägt das Motto des Königshauses in Versalien:
Das Wappen und der Wappenspruch erschienen auf Münzen des Königreichs Griechenland von 1863 bis 1973, mit einer Unterbrechung durch die Griechische Republik von 1924 bis 1935 und ist weiterhin das Emblem des griechischen Königshauses im Exil.

## Ἰχθὺν νήχεσθαι διδάσκεις.

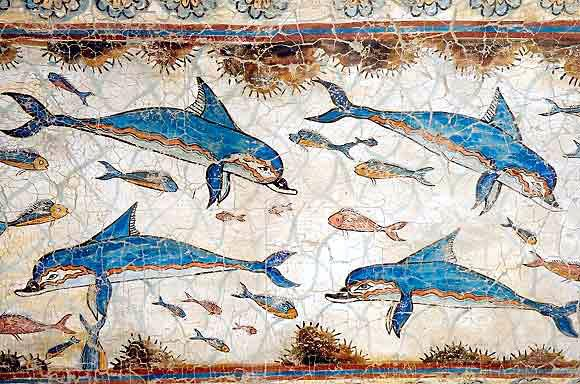
Delfin-Fresco in Knossos

Ἰχθὺν νήχεσθαι διδάσκεις.
Ichthýn nēchesthai didáskeis.
„Du lehrst einen Fisch schwimmen.“
Lateinisch: Piscem natare doces.
Inbegriff für etwas völlig Unnötiges.
Es gibt auch die Version des Humanisten Erasmus von Rotterdam „Delphinum natare doces“ („Du lehrst einen Delphin schwimmen“), bei der der Fisch durch einen Delfin ersetzt wird:

«Δελφῖνα νήχεσθαι διδάσκεις.»

„Delphina nēchesthai didaskeis.“

Für Erasmus ist der Delphin das schnellste von allen Lebewesen, das den Fischen weit überlegen ist:

„Von ihm berichten die Autoren, daß er mit seiner unglaublichen Behendigkeit und erstaunlichen Schnellkraft alle Lebewesen weit hinter sich läßt.“

Bewundernd fügt Erasmus noch hinzu:

„Seine einzigartige Schnelligkeit könne man, so sagt er, am besten daran erkennen, daß ihm dank seiner Wendigkeit kaum je ein Fisch entkommen kann, obwohl er das Maul weit vom Kopfende entfernt beinahe mitten auf dem Bauch hat, was ihm bei der Jagd auf Fische doch eigentlich recht hinderlich sein müßte; denn er kann sie nur fangen, wenn er sich so dreht, daß er verkehrt auf dem Rücken liegt. Er ist sich übrigens seiner natürlichen Fähigkeiten durchaus bewußt, und um sich bewundern zu lassen oder aus Mutwillen schwimmt er oft mit Schiffen, die in voller Fahrt sind, um die Wette.“

## Ἰχθὺς ἐκ τῆς κεφαλῆς ὄζειν ἄρχεται.

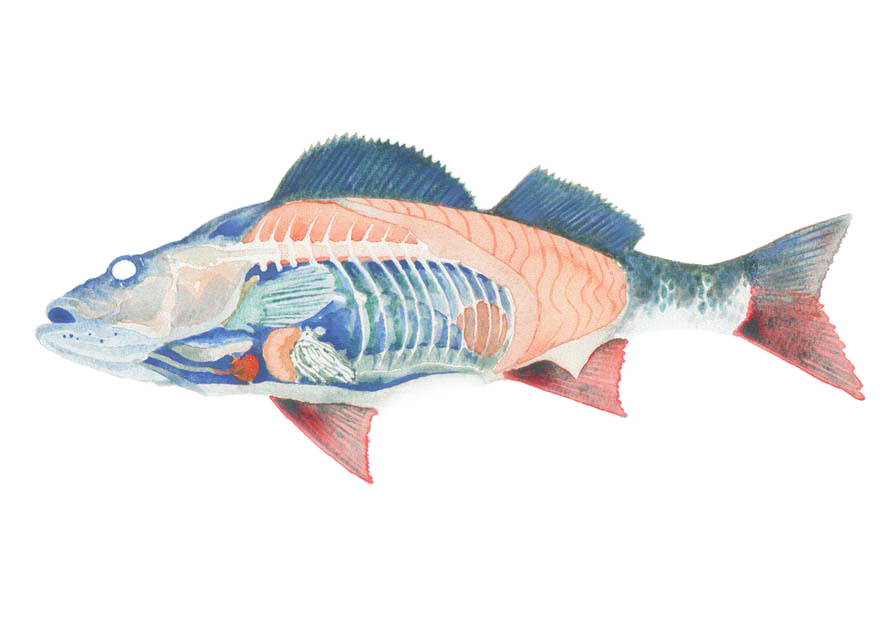
Anatomie eines Fischs

Ἰχθὺς ἐκ τῆς κεφαλῆς ὄζειν ἄρχεται.
Ichthys ek tēs kephalēs ozein archetai.
„Ein Fisch fängt vom Kopf her an zu stinken.“
Lateinisch: Piscis primum a capite foetet.
Der Humanist Erasmus von Rotterdam schreibt in seiner Sprichwörtersammlung Adagia:

„Es fängt der Fisch zuerst vom Kopf zu stinken an. Das ist gegen die schlechten Herrscher gerichtet, die mit ihrer Verderbtheit das ganze Volk anstecken. Es stammt offenbar aus der Sprache des einfachen Volkes.“

Der Hintergrund für dieses Sprichwort ist, dass sich alle wesentlichen Organe des Fisches direkt hinter dem Kopf befinden und bis etwa zur Hälfte des Körpers reichen. Bei einem toten Fisch zersetzen sich diese Organe zuerst.

## Ἰχώρ, οἷός πέρ τε ῥέει μακάρεσσι θεοῖσιν.

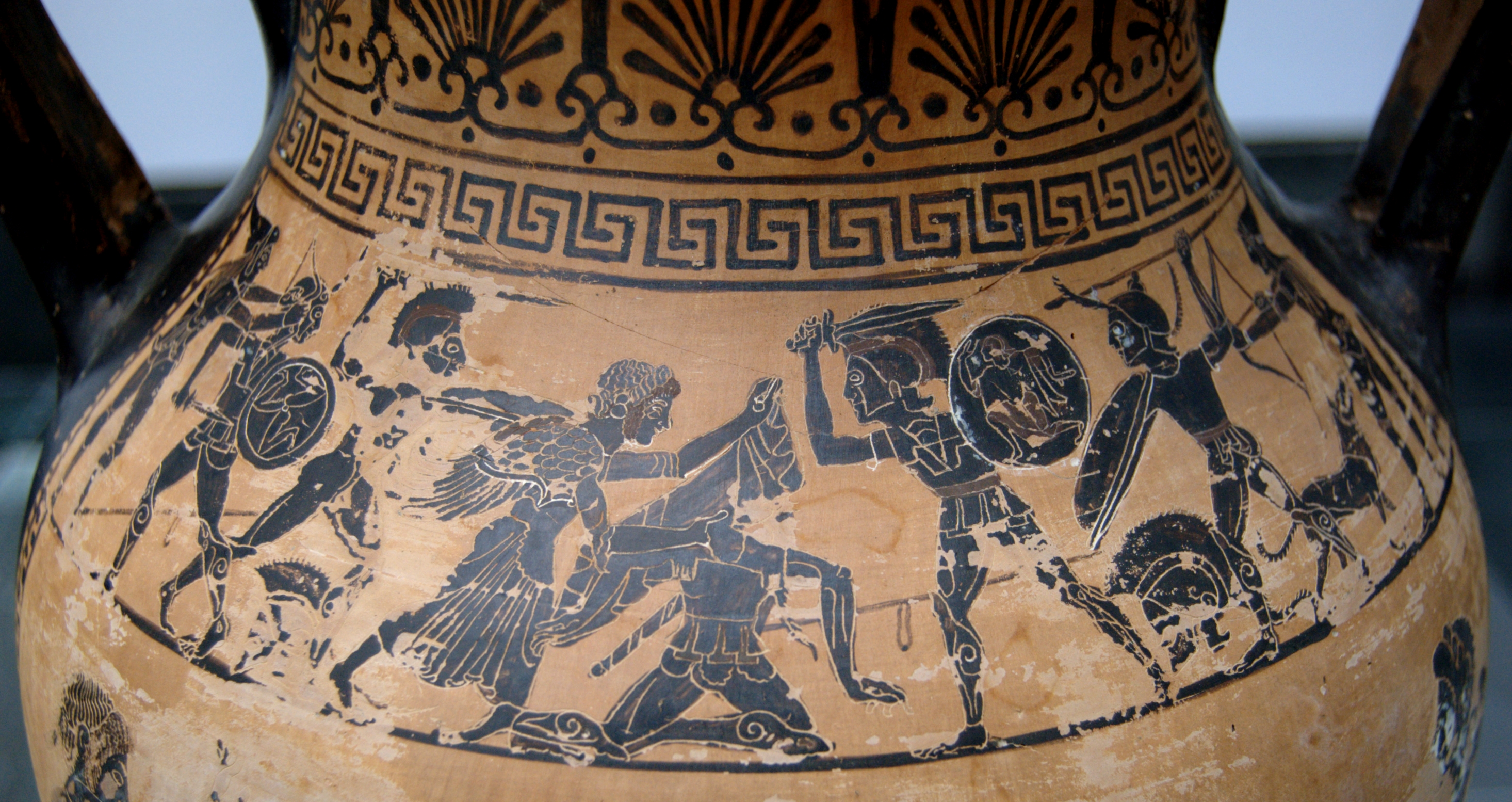
Aphrodite versucht Aeneas zu retten.

Ἰχώρ, οἷός πέρ τε ῥέει μακάρεσσι θεοῖσιν·
Ichōr, hoios per te rheei makaressi theoisin;
„Ichor, wie er rinnt in den Adern der seligen Götter“
Dieses Zitat aus der Ilias des Homer gebrauchte Alexander der Große, den manche schon zu Lebzeiten als Gott sahen, als er durch einen Pfeil verwundet wurde. Er sagte zu seinen Leuten:

„Was da rinnt, meine Freunde, ist Blut und nicht Ichor, wie er rinnt in den Adern der seligen Götter.“

Ichor ist das Blut der Götter. Es soll goldfarben oder auch durchsichtig sein und sich durch die Ambrosia, die Nahrung der Götter, bilden.
Bei Homer ist es ein blutähnlicher Saft. Dies wird deutlich bei den verwundeten Göttern, die an der Schlacht um Troja teilnahmen. Dort heißt es in der Übersetzung von Johann Heinrich Voß an der Stelle, an der geschildert wird, wie die Göttin Aphrodite verwundet wird, als sie versucht, persönlich einzugreifen, um ihren Sohn Aeneas zu retten:
Nah am Gelenk in der Fläche: da rann ihr unsterbliches Blut hin,

Klarer Saft, wie den Wunden der seligen Götter entfließet;

Denn nicht essen sie Brot, noch trinken sie funkelndes Weines;

Blutlos sind sie daher, und heißen unsterbliche Götter.
Vor Schmerz verließ Aphrodite ihren Sohn und stieg zum Olymp empor. Statt ihrer schirmte Apollon Aeneas ab und rief dem wild andringenden Diomedes zu, dass er sich nicht mit Göttern in einen Kampf einlassen solle. Jetzt erst erkannte dieser den Gott und ließ vom Kampf ab.
Siehe auch: νέκταρ καὶ ἀμβροσία („Nektar und Ambrosia“).

## Ἰωάννης ἐστὶ τὸ ὄνομα αὐτοῦ·

Wappen Puerto Ricos

Ἰωάννης ἐστὶ τὸ ὄνομα αὐτοῦ·
Ioannēs esti to onoma autou;
„Johannes ist sein Name.“
Lateinisch: Iohannes est nomen eius.
In der Geburtsgeschichte des Täufers Johannes kündigt der Erzengel Gabriel dem alten Priester Zacharias die Geburt eines Sohnes an, den er Johannes („Der Herr ist gnädig“) nennen soll. Weil er dem Engel nicht glaubt, wird Zacharias stumm. Erst als seine Frau zur Beschneidungsfeier des Kindes erklärt, der Junge werde Johannes heißen, und Zacharias dies bestätigt, indem er obigen Satz auf eine Tafel schreibt, bekommt er seine Stimme zurück:

«62 ἐνένευον δὲ τῷ πατρὶ αὐτοῦ τὸ τί ἂν θέλοι καλεῖσθαι αὐτό. 63 καὶ αἰτήσας πινακίδιον ἔγραψεν λέγων· Ἰωάννης ἐστὶν ὄνομα αὐτοῦ. καὶ ἐθαύμασαν πάντες. 64 ἀνεῴχθη δὲ τὸ στόμα αὐτοῦ παραχρῆμα καὶ ἡ γλῶσσα αὐτοῦ, καὶ ἐλάλει εὐλογῶν τὸν θεόν.»

„62 Und sie winkten seinem Vater, wie er ihn nennen lassen wollte. 63 Und er forderte eine kleine Tafel und schrieb: Er heißt Johannes. Und sie wunderten sich alle. 64 Und sogleich wurde sein Mund und seine Zunge aufgetan, und er redete und lobte Gott.“

Der lateinische Spruch ist auch der Wahlspruch der karibischen Insel Puerto Rico.

## ἰῶτα ἓν ἢ μία κεραία
ἰῶτα ἓν ἢ μία κεραία
iōta en hē mia keraina
„kein Iota in meinem Gesetz“
Das Iota (Ι, ι) ist der 9. und kleinste Buchstabe des griechischen Alphabets, wird aber im Neuen Testament ausdrücklich erwähnt. Im Evangelium nach Matthäus sagt Jesus:

«ἀμὴν γὰρ λέγω ὑμῖν· ἕως ἂν παρέλθῃ ὁ οὐρανὸς καὶ ἡ γῆ, ἰῶτα ἓν ἢ μία κεραία οὐ μὴ παρέλθῃ ἀπὸ τοῦ νόμου, ἕως ἂν πάντα γένηται.»

„Denn wahrlich, ich sage euch: Bis Himmel und Erde vergehen, wird nicht vergehen der kleinste Buchstabe noch ein Tüpfelchen vom Gesetz, bis es alles geschieht.“

Der Sinn ist, weder der kleinste Buchstabe noch auch das kleinste Teilchen eines solchen dürfe geändert werden.
Das Iota spielte auch eine wichtige Rolle im so genannten Arianischen Streit, bei dem es um das Verhältnis von Gott Vater und Jesus Christus ging, wobei sich die vertretenen Positionen – pointiert formuliert – nur durch ein Iota unterschieden: Auf dem ersten Konzil von Nicäa wurde im Jahr 325 entschieden, dass Jesus und Gott Vater wesensgleich (ὁμοούσιος homoousios) seien, und nicht nur wesensähnlich (ὁμοιούσιος homoiousios), wie die Arianer behaupteten. Siehe dazu auch ὁμοούσιος – ὁμοιούσιος (homoousios – homoiousios).